# 290. pr. n. št.
290. pr. n. št. je prvo desetletje v 3. stoletju pr. n. št. med letoma 299 pr. n. št. in 290 pr. n. št.. 

## Rojstva
- Hanibal Gisko, kartažanski general in admiral († 258 pr. n. št.)